# Mây tận thế
Mây tận thế hay mây gợn sóng hay mây Asperitas là một loại mây được phổ biến lần đầu tiên và được đề xuất như một loại mây vào năm 2009 bởi Gavin Pretor-Pinney thuộc Hiệp hội đánh giá đám mây. Được thêm vào International Cloud Atlas như một sự bổ sung vào tháng 3 năm 2017, đây là sự hình thành đám mây đầu tiên được thêm vào kể từ khi cirrus intortus vào năm 1951. Tên dịch là "độ nhám".
Những đám mây có liên quan chặt chẽ với những đám mây undulatus. Mặc dù chúng có vẻ tối và giống như bão, nhưng chúng hầu như luôn tan biến mà không có cơn bão hình thành. Các đám mây đáng ngại đặc biệt phổ biến ở các bang đồng bằng của Hoa Kỳ, thường vào buổi sáng hoặc giữa trưa sau hoạt động bão đối lưu.

## Lịch sử quan sát
Margaret LeMone, một chuyên gia về mây thuộc Trung tâm nghiên cứu khí quyển quốc gia đã chụp những bức ảnh về các đám mây tận thế trong 30 năm và xem xét nó theo cách riêng của cô, một loại mây mới.
Vào ngày 20 tháng 6 năm 2006, Jane Wiggins đã chụp một bức ảnh về những đám mây tận thế từ cửa sổ của một tòa nhà văn phòng ở trung tâm thành phố tại Cedar Rapids, Iowa. Vào tháng 3 năm 2009, Chad Hedstroom đã chụp một bức ảnh về những đám mây tận thế từ chiếc xe của anh ta gần Greenville Ave ở Dallas, Texas. Ngay sau khi lấy nó, Wiggins đã gửi hình ảnh của cô ấy đến Hội đồng đánh giá đám mây, nơi hiển thị nó trên bộ sưu tập hình ảnh của nó. Bức ảnh của Wiggins đã được đăng trên trang web National Geographic vào ngày 4 tháng 6 năm 2009. Vào ngày 23 tháng 7 năm 2013, Janet Salsman đã chụp ảnh chúng dọc theo Bờ biển phía Nam Nova Scotia, Canada. Vào ngày 28 tháng 10 năm 2013, một lớp mây tận thế được hình thành trên vùng Tuscaloosa, Alabama. Vào ngày 7 tháng 7 năm 2014, những đám mây tận thế ở Lincoln, Nebraska, đã bị Alex Schueth chụp được trên băng. Một trong những đám mây ấn tượng nhất đã được Witta Priester chụp ở New Zealand vào năm 2005. Bức ảnh được NASA đăng lên dưới dạng Bức ảnh thiên văn trong ngày và cho thấy chi tiết tuyệt vời, một phần vì ánh sáng mặt trời chiếu sáng những đám mây nhấp nhô từ bên cạnh.
Từ năm 2006, nhiều sự hình thành đám mây tương tự đã được đóng góp cho phòng trưng bày, và vào năm 2009, Gavin Pretor-Pinney, người sáng lập Hội đánh giá cao đám mây, bắt đầu làm việc với Hiệp hội Khí tượng Hoàng gia để quảng bá loại đám mây như một loại hoàn toàn mới.
Phiên bản 2017 của Bản đồ điện toán đám mây quốc tế của Tổ chức Khí tượng Thế giới (WMO) bao gồm mây tận thế như một tính năng bổ sung. Pretor-Pinney đã có bài thuyết trình được mời tại WMO ở Geneva để ra mắt Cloud Atlas sửa đổi, vào Ngày Khí tượng Thế giới 2017. Ông đã làm việc với các nhà khoa học tại Sở Khí tượng, University of Reading về cơ chế có thể cho sự hình thành của asperitas, đồng tác giả của một bài báo được công bố trên tạp chí của Hiệp hội Khí tượng của Hoàng gia thời tiết. Điều này mô tả một loạt các cảnh tượng của đám mây, được hiểu là có liên quan đến sự lan truyền của sóng trọng lực thông qua một lớp mây có sẵn.